# Ar-Sakalthôr
 Ar-Sakalthôr es un personaje ficticio perteneciente al legendarium del escritor J. R. R. Tolkien y que aparece en su novela El Silmarillion. Es un dúnadan de Númenor, hijo de Ar-Zimrathôn y nacido en el año 2876 de la Segunda Edad del Sol. 
Se convirtió en el vigésimo segundo Rey de Númenor tras la muerte de su padre en el año 3033 S. E.. Ar‑Sakalthôr murió en el año 3102 S. E. 